# Williamson-Ethersynthese
Die Williamson-Synthese (siehe auch Ethersynthese) dient der Herstellung von symmetrischen und unsymmetrischen Ethern. Sie wurde bereits im 19. Jahrhundert (ca. 1854) durch ihren Namensgeber Alexander W. Williamson entwickelt. Die Williamson-Synthese ist ein Sonderfall der nucleophilen Substitution (SN), bei dem als Nucleophil ein Alkoholat (Alkyl-O−, Aryl-O− etc.) eingesetzt wird.
Der Reaktionsmechanismus entspricht – abhängig von der Struktur der Reste R1 und R2 und den Reaktionsbedingungen – einer SN1- oder SN2-Reaktion:
Die Williamson-Ethersynthese ist in ihrer technischen Durchführung ein zweistufiger Prozess. Zunächst muss aus der Alkoholkomponente ein Alkoholat hergestellt werden, zumeist durch Umsetzung des Alkohols mit elementarem Natrium oder Kalium. Alternativ kann auch mit den entsprechenden Hydriden Natriumhydrid oder Kaliumhydrid gearbeitet werden. Letztere Variante hat den Vorteil, dass die Hydride an feuchter Luft stabiler und als pulverförmige Stoffe besser wägbar sind.
In einem zweiten Schritt wird das Alkoholat mit dem Elektrophil umgesetzt. Als Elektrophile werden häufig die Alkylchloride, Alkylbromide oder Alkyliodide verwendet, auch Sulfonsäureester wie die der p-Toluolsulfonsäure oder der Methansulfonsäure sind gebräuchlich.
Ein geeignetes Lösungsmittel für die Reaktion ist entweder der Alkohol selbst oder ein anderes polares Lösungsmittel wie Dimethylsulfoxid (DMSO) oder Dimethylformamid (DMF).
Ein Spezialfall der Williamson-Ethersynthese ist die Verwendung von Silber(I)-oxid zum Verethern von Alkoholen (im Beispiel 4-Hydroxy-2-butanon) 1 und Alkylhalogeniden (im Beispiel Benzylbromid) 2.

## Eliminierung statt Substitution
Die Williamson-Ethersynthese gelingt in der Regel nicht mit tertiären Halogenalkanen. Beim Versuch, sie mit Alkoholaten zu Ethern umzusetzen, erfolgt statt der Williamson-Synthese (= Substitution), aufgrund des stark basischen Charakters der Alkoholate, eine Eliminierung unter Bildung eines Alkens. So entsteht beispielsweise aus der Reaktion von 2-Iod-2-methylpropan mit Natriummethanolat das 2-Methyl-prop-1-en (Isobuten) und nicht der Ether: